# Brandwerende coating
Een brandwerende coating is een dunne laag materiaal die op een staalconstructie wordt aangebracht om deze langer bestand te maken tegen brand.

## Doel en toepassing
Om de stalen hoofddraagconstructie van een gebouw te beschermen tegen de gevolgen van brand moet deze brandwerend behandeld worden. Deze bescherming kan worden uitgevoerd door af te timmeren met brandwerende platen, te bespuiten met een laag brandwerende pleister of met opschuimende brandwerende coating. Op die manier kan het gebouw in geval van brand veilig geëvacueerd worden zonder gevaar van instorting.
Brandwerende plaat en pleister ontlenen hun functionaliteit hoofdzakelijk aan hun dikte. Daarom wordt in situaties waar de staalconstructie in het zicht blijft vaak gekozen voor de veel dunnere opschuimende brandwerende coating, ook al omdat deze in de gewenste kleur kan worden afgeschilderd.
De benodigde laagdikte aan brandwerende coating hangt af van de profielfactor van het staaldeel, de belastinggraad van de constructie ter plekke en de door de wetgever gestelde eis voor het gebouw (bijvoorbeeld 30, 60, 90 of 120 minuten brandwerendheid; dit kan per verdieping variëren). Ook de resultaten van een of meerdere brandproeven in een testoven worden in de berekening betrokken.

## Werking
Het opschuimen van de coating is een complex proces waarbij diverse functionele vulstoffen onder invloed van warmte met elkaar reageren zodat de “verflaag” van 0,2 tot 2 mm opschuimd tot een schuimlaag van enkele centimeters dik. De isolerende werking van dit schuim houdt het staal geruime tijd beneden de kritieke temperatuur waarbij het zou bezwijken. Deze temperaturen variëren van 400 tot 700°C, terwijl de coating vanaf 250°C staaltemperatuur begint te werken.
De details van het opschuimproces zijn niet volledig bekend en zullen per geval verschillen, maar een aantal deelprocessen kunnen wel worden onderscheiden:
- Verweking van het bindmiddel.
- Ontleding van het blaasmiddel waarbij gassen worden gevormd.
- Het vrijkomen van fosforzuur uit ammonium polyfosfaat.
- Reactie van fosforzuur met een polyol tot, uiteindelijk, water(damp) en koolstof.

De verhitting van het staal bij brand wordt tegengegaan door de volgende factoren:
- Het endotherme opschuimproces onttrekt thermische energie aan het staal.
- De gevormde schuimlaag beperkt de stroming van hete gassen langs het staal.
- De infraroodstraling valt op de schuimlaag in plaats van het staal.

Behalve de dunnelaag-brandwerende coatings zijn er ook systemen met grotere laagdikte (enkele cm) voor een zeer hoge brandwerendheid in de offshore- en petrochemische industrie. Door het gebruik van tweecomponenten-bindmiddelen zijn deze coatings veel beter bestand tegen vocht en mechanische belasting dan de dunnelaagcoatings.